# Mauritania ai Giochi della XXVI Olimpiade
La Mauritania partecipò ai Giochi della XXVI Olimpiade, svoltisi ad Atlanta, Stati Uniti, dal 19 luglio al 4 agosto 1996, con una delegazione di 4 atleti impegnati in una disciplina.